# Trest smrti v Konžské demokratické republice
Trest smrti v Konžské demokratické republice je legální forma trestu. Poslední poprava byla v zemi vykonána v roce 2003. Soudy Konžské demokratické republiky však i nadále vynášejí rozsudky smrti. V roce 2019 poslanci v parlamentu diskutovali o možnosti zrušení trestu smrti, ale v březnu 2024 vláda oznámila svůj záměr obnovit popravy ve snaze bojovat proti násilí militantních skupin v zemi.

## Legislativa
Podle dekretu přijatého v roce 1898 jsou lidé shledaní vinnými z civilních zločinů popravováni oběšením, zatímco za vojenské zločiny jsou odsouzenci zastřeleni popravčí četou. Navíc trestní zákoník Konžské demokratické republiky umožňují prezidentu republiky určit způsob popravy. V roce 1936 byl přijat zákon zakazující fotografování poprav. Zároveň jsou veřejné popravy povoleny pouze s výslovným souhlasem prezidenta.

## Historie

### Koloniální období
V roce 1921 byl Simon Kimbangu, konžský náboženský vůdce, souzen vojenským soudem za "podkopávání veřejné bezpečnosti" a "narušování míru". Během procesu mu nebyla nabídnuta právní pomoc. Dne 3. října 1921 byl odsouzen k trestu smrti, ale než byla poprava vykonána, belgický král Albert I. mu jeho rozsudek změnil na trest odnětí svobody na doživotí. Kimbangu zemřel v roce 1951 ve vězení v Lubumbashi (dříve známé jako Elizabethville) poté, co ve vězení strávil třicet let.

### Vývoj od roku 1998 do roku 2001
Dne 28. ledna 1998 zveřejnili představitelé Organizace spojených národů zprávu o tom, že bylo ve městě Kinshasa vykonáno 21 poprav. Jednalo se o první hromadnou popravu od převzetí moci tehdejším prezidentem Laurentem-Désiré Kabilou. Mezi odsouzenci byli jak civilisté, tak vojáci, ale ve všech případech šlo o civilní zločiny jako jsou ozbrojená loupež či vražda. Všichni odsouzenci byli zastřeleni popravčí četou. Po popravách vydal vojenský tribunál, který muže odsoudil, prohlášení, v němž prohlásil, že popravy by měly být vnímány "jako vážné varování pro každého potenciálního delikventa".
V květnu 1999 zveřejnila Amnesty International zprávu odhalující, že v bylo v Konžské demokratické republice od dubna 1999 popraveno nejméně 46 osob. Stejná zpráva uváděla, že v roce 1998 bylo v zemi popraveno více než 100 lidí, což v celosvětovém měřítku v počtu vykonaných poprav řadilo Konžskou demokratickou republiku na druhé místo hned za Čínu. Dne 13. dubna 1999 bylo ve městě Mbuji-Mayi v provincii Kasaï-Oriental popraveno 13 lidí za spáchané zločiny od ozbrojené loupeže po vraždu. Dne 6. května 1999 bylo v Lubumbashi popraveno 20 vojáků, kteří byli usvědčeni z vojenských přečinů, včetně zběhnutí. Dne 15. května 1999 bylo v Kinshase popraveno 15 lidí, kteří byli odsouzeni za násilné zločiny. Amnesty International uvedla, že řada soudních procesů vedoucích k popravám byla nespravedlivých, přičemž mnoho z odsouzenců nemělo přístup k právnímu zastoupení. Navíc i u mnoha z těch, kteří právní zastoupení měli, neměli jejich právníci dostatek času se na případ připravit či prozkoumat důkazy proti svým klientům. Některé popravy byly vykonány během několika dnů po skončení soudního procesu, jiné dokonce během několika hodin. To vedlo k pochybnostem, že by měl tehdejší prezident Kabila dostatek času na posouzení případné žádosti o milost. Pouze jedné žádosti o milost na smrt odsouzeného člověka bylo prezidentem vyhověno. Trest byl zmírněn 15letému dětskému vojákovi. Navíc byly vojenské soudy čím dál více využívány jako nástroj politické represe v civilních případech, a to i v případě nenásilných protestů proti vládě Konžské demokratické republiky.
Podle dalšího zjištění Amensty International bylo 28. července 1999 veřejně popraveno ve městě Mbuji-Mayi 11 lidí navzdory dlouhé roky platnému zákonu zakazujícímu veřejné popravy. Charlotte Ngoyová byla odsouzena k trestu smrti za zločinné spolčení, protože žila s ozbrojeným lupičem. Její trest byl několik minut před vykonáním popravy zmírněn.
V roce 2001 bylo popraveno šest konžských vojáků. Jejich totožnost, ani spáchané zločiny, za které byli odsouzeni, nebyly veřejně sděleny. V září 2001 bylo 13 vojáků usvědčeno ze spiknutí s cílem svrhnout vládu. Muži byli odsouzeni k trestu smrti, ale žádný z nich nebyl popraven a ministr pro lidská práva Ntumba Luaba oznámil, že jejich rozsudky budou změněny na tresty odnětí svobody.

### Vývoj od roku 2003 do roku 2016
Poslední popravy se v Konžské demokratické republice konaly v lednu 2003. Tehdy bylo popraveno 15 lidí. Podle zpráv BBC bylo osm z těchto 15 lidí popraveno omylem. Od té doby jsou v zemi nadále vynášeny rozsudky smrti, které jsou však často zmírňovány na trest odnětí svobody na doživotí.
V květnu 2010 byli dva vojáci a jeden civilista odsouzeni k trestu smrti za vraždu novináře Didaceho Namujimbu, který pracoval pro rozhlasovou stanici Radio Okapi, a jenž byl zavražděn v listopadu 2008. Tyto soudy byly označeny za "předstírané procesy", přičemž právníci těchto mužů dostávali výhrůžky smrtí. Procesy i vynesené rozsudky byly kritizovány OSN.

### Vývoj od roku 2017
Dne 13. května 2021 byl v Kinshase během nepokojů po skončení ramadánu zabit policista. Následující den bylo před soud postaveno 41 lidí. Celý proces trval pouze jeden den. Z 41 lidí jich bylo 29 usvědčeno z vraždy a odsouzeno k trestu smrti. Další dva lidé byli odsouzeni k trestu odnětí svobody v délce trvání pěti let. Průběh soudního řízení byl vysílán v televizi.
Dne 12. března 2017 byli dva zástupci OSN, Zaida Catalán ze Švédska a Michael Sharp z USA, přepadeni milicionáři ze skupiny Kamwina Nsapu při svém vyšetřování násilí v provincii Kasaï. Ozbrojenci je odvedli na pole, kde oba zabili. Jejich těla byla objevena o šestnáct dní později. Zaida Catalán byla navíc sťata. Zpráva předložená Radě bezpečnosti Organizace spojených národů uváděla, že přepadení bylo "předem promyšlené" s cílem pomstít se OSN za to, že OSN selhala v jejich ochraně před konžskou armádou. Zpráva také naznačovala, že se na vraždách mohli podílet příslušníci státní bezpečnosti, avšak nikdo ze strůjců útoku nebyl postaven před soud. Přestože 22 předpokládaných pachatelů nebylo nikdy zatčeno, bylo před soud postaveno 54 lidí za podíl na tomto zločinu. Souzeni byli vojenským soudem v Kananze. Obviněni byli ze zločinů od terorismu a vraždy po účast na povstání a akt válečného zločinu prostřednictvím zmrzačení. Žalobci požadovali pro 51 z 54 obviněných trest smrti, který nad nimi byl 29. ledna 2022 skutečně vynesen. Z těchto odsouzenců jich bylo dvacet odsouzeno k trestu smrti v nepřítomnosti. Dva ze souzených, včetně novináře, byli zproštěni všech obvinění. Několik dní po vynesení rozsudků požádala OSN Konžskou demokratickou republiku, aby pokračovala ve svém faktickém moratoriu na trest smrti. Zároveň zemi vyzvala k úplnému zrušení trestu smrti.
Dne 21. srpna 2019 předložil poslanec Národního shromáždění André Mbata návrh na zrušení trestu smrti. Návrh však nebyl schválen. Naopak 15. března 2024 oznámila vláda Konžské demokratické republiky, že zrušila moratorium na trest smrti s tím, že plánuje obnovením poprav bojovat proti násilí páchanému militantními skupinami.
5. ledna 2025 konžská vláda popravila sto dva lidí odsouzených za ozbrojené loupeže a městské bandity.